# Fort McKinney
Fort McKinney est un ancien poste militaire de la United States Army établi le 12 octobre 1876 dans le territoire du Wyoming, au sud de l'ancien fort Reno abandonné en 1868.
Initialement dénommé Cantonment Reno, il servit de dépôt pour des expéditions militaires menées par le général George Crook contre les Amérindiens du bassin de la Powder. Il fut renommé le 30 août 1877 en l'honneur du premier lieutenant John A. McKinney tué le 25 novembre 1876 lors de la bataille de Dull Knife.
À cause du manque d'eau et de bois à proximité, le fort fut abandonné et réétabli près de la ville actuelle de Buffalo. Destiné à contrôler les Amérindiens de la région, il fut finalement abandonné le 9 novembre 1894.